# Ільїнка (Скопінський район)
Ільї́нка (рос. Ильинка) — село в Скопінському районі, Рязанська область, Російська Федерація. Адміністративний центр однойменного сільського поселення.

## Географія
Ільїнка знаходиться на відстані 13 км на північ від районного центру — Скопіна, та за 81 км від обласного центру — Рязані. Найближча залізнична станція Скопін, за 13,5 км від села.
Поблизу села протікає річка Слободка.

## Клімат
У селі помірно-континентальний клімат, помірно-теплий влітку, та помірно-холодний взимку, із короткою весною та хмарною, часто дощовою осінню.

## Назва
За однією з версій, назва села походить від прізвище землевласника Ільїна, за іншою — від назви Ільїнської церкви. У «Списках населених місць Російської імперії» за 1862 рік село згадується як Ільїнське. Також зустрічаються назви Ільїно та Ільїнка.

## Історія
Засноване село у 1660-х роках переселенцями з села Вослєбово (Вослєби) Скопінського повіту, які оселилися недалеко від річки Слобідки на гористій місцевості. У документах 1680—1691 років Ільїнка називається «Скопінським Ільїнським», село Вослєбово носить назву «Вослебське Ільїнське». У селі було побудовано в 1665 році Ільїнську церкву.
У селі знаходиться церква Казанської ікони Божої Матері, яка побудована між 1830 та 1833 роками. Пам'ятка архітектури регіонального значення.

## Населення
Населення — 568 осіб (2010), у 2002 — 693.

## Відомі уродженці
- Захар Прилєпін — російський письменник, журналіст, терорист та публіцист екстреміського напрямку